# スジャラ・ムラユ

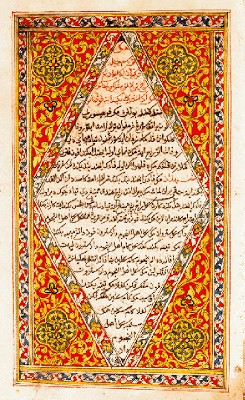
スジャラ・ムラユのジャウィ文字版の扉絵

スジャラ・マラユ（マレー語: Sejarah Melayu、ジャウィ文字: سجاره ملايو）は、元々「スララトゥス・サラティン」（Sulalatus Salatin、王の系譜）という題名で、マラッカ王国の起源、発展、そして崩壊を浪漫的に描いた文学作品である。17世紀に宮廷の歴史家たちによって編纂され、それ以前の時代の記録を基にしている。この作品は、マレー語で書かれた最も優れた文学的・歴史的作品の一つとされている。
原文は何度も改変を経ており、現存する最古の版は1612年のもので、当時ジョホールの摂政であったラジャ・アブドゥラによって命じられた再筆によるものである。元々は古ジャウィ文字により紙に古典マレー語で記録されていたが、現在ではローマ字表記を含む32種類の写本が存在する。神秘的な内容が含まれているにもかかわらず、歴史研究者によって他の歴史資料によって検証可能な過去の出来事に関する主要な情報源として利用されている。2001年にはユネスコの「世界の記憶」国際登録簿に登録された。